# Crocidura montis
Crocidura montis es una especie de musaraña de la familia de los soricidae.

## Distribución geográfica
Se encuentra en Kenia, Sudán, Tanzania y Uganda. 